# Cristo Rey (Sinaloa)
Cristo Rey es una poblado ubicada en el valle central del Municipio de Escuinapa el estado de Sinaloa. Se encuentra cercano a la Carretera Federal 15 que lo conecta con la Villa Teacapán. Fue fundada por fundada por un grupo de colonos vinculados a la Unión Nacional Sinarquista (UNS) en el año de 1950 por 18 familias para establecer un asentamiento que viviera conforme a sus convicciones de carácter social y político como otros asentamientos como Colonia María Auxiliadora, Villa Kino, Salvatierra de Santa María de Guadalupe y Nuestra Señora del Refugio.